# Cansever
Džansever Dalipova (Macedonisch: Джансевер Далипова) (Veles, 8 juli 1967), beter bekend onder het mononiem Cansever (Macedonisch: Джансевер), is een in Noord-Macedonië geboren Roma singer-songwriter en zangeres.

## Levensloop

### Vroegere jaren
Cansever werd op 8 juli 1967 als Džansever Dalipova geboren, in de stad Veles (Noord-Macedonië); destijds onderdeel van Joegoslavië. Ze was het jongste kind uit een boerengezin van zeven kinderen. Toen Cansever 12 jaar oud was, verloor ze één oog 

### Carrière
Cansever was al sinds haar jeugd actief in de muziekwereld. In 1992 bracht zij haar eerste album Kemano Basal E Romenge uit en maakte hiermee een intrede in de professionele muziekwereld.
In 1997 verscheen ze voor de eerste keer in het televisieprogramma "İbo Show" van de presentator İbrahim Tatlıses. In dat programma zong zij het beroemde volkslied "Kara Çadır" op haar eigen manier, waarvoor ze veel waardering en landelijke bekendheid verkreeg. Kort daarna tekende Cansever bij het platenlabel  Ecce Müzik  en bracht meerdere albums in verschillende talen (Turks, Macedonisch en Romani) uit.

### Privéleven
In 1994 werd bij Cansever de Ziekte van Bechterew gediagnosticeerd, waardoor ze jarenlang met een gewrichtsaandoening en daaraan gerelateerde problemen kampte. Pas in 2009, ruim vijftien jaar na haar diagnose, werd zij in Duitsland, waar zij al sinds 2007 woonde, behandeld voor haar aandoening.

## Discografie
- Morbus Behterew (1992)
- Meçhul (1997)
- Cemalim (1998)
- Yollar Hasta Ben Yorgunum (2000)
- Farklı Yorum (2006)
- Hey Denysha (2013)
- Ben Ne Günler Gördüm (2014)
- Roman Kızı (2014)
- Hala Seviyorum (2015)
- Doya Doya Arabesk (2016)
- Yenildik (2017)
- Son Ütücü (2018)
- Cansever Ce (2020)